# Пейдж, Скотт
Скотт Пейдж (англ. Scott E. Page; род. 21 марта 1963) — американский ученый. Доктор философии (1993).
Именной заслуженный Университетский профессор (John Seely Brown Distinguished University Professor) Мичиганского университета.
Член НАН США (2025) и Американской академии искусств и наук (2011).
Происхождением из Yankee Springs Township, Michigan.
Окончил Мичиганский (бакалавр математики, 1985) и Висконсинский (магистр математики, 1988) университеты. Получил также степень магистра бизнеса (1990) в Школе менеджмента им. Келлога Северо-Западного университета — и там же докторскую степень в области управленческой экономики и принятия решений (науч. рук-ли — Stanley Reiter и Роджер Майерсон, нобелевский лауреат 2007 года). Училась там вместе с ним Sally Blount.
В 1993—1997 ассистент-профессор экономики Калтеха. В 1997—1999 ассоциированный профессор экономики Айовского университета. С 2000 ассоциированный профессор Мичиганского университета, с 2004 фул-профессор, с 2008 именной, с 2019 заслуженный Университетский. Также в 1999—2005 и с 2006 сотрудник Института Санта-Фе.
Cотрудничал с Michael Wellman.
Автор более ста научных работ и пяти книг: «The Model Thinker — What you need to know to make data work for you» (Basic Books, 2018), «The Diversity [Bonus] — How Great Teams Pay Off in the Knowledge Economy» (Принстон, 2017 г.) — получившей Axios award, «The Difference» (Принстон, 2007 г.), Complex Adaptive Social Systems, Diversity and Complexity. Его книга «Образцовый мыслитель» стала бестселлером Amazon и переведена на пять языков.
Супруга — его коллега Jenna Bednar, профессор политологии в Мичиганском университете, у них двое сыновей.